# Spoonman
Spoonman (pl. Człowiek-łyżka) – utwór amerykańskiej grupy grunge’owej Soundgarden, promujący ich czwarty studyjny album Superunknown. Wydany został 17 lutego 1994 roku. Autorem tekstu i muzyki jest wokalista Chris Cornell. „Spoonman” zdobył nagrodę Grammy za Best Metal Performance w 1995 roku. Do utworu nakręcono teledysk.

## Nagranie i wydanie
„Spoonman” został nagrany w 1992 roku na potrzeby filmu „Samotnicy”. W filmie można usłyszeć wersję demo tej piosenki. W tym czasie Soundgarden pracował na planie z zespołem Pearl Jam. To właśnie basista tego zespołu, Jeff Ament, zaproponował tytuł „Spoonman”. Zainspirował go uliczny artysta, który grał na łyżkach na ulicach Santa Cruz w Kalifornii.
Ów artysta został zaproszony do pomocy przy nagraniu piosenki. Spoonman został wydany jako pierwszy singel promujący czwarty album Soundgarden zatytułowany „Superunknown” 17 lutego 1994 roku. Jednak ten utwór był gotowy znacznie wcześniej i zespół grał go na koncertach jeszcze przed wydaniem „Superunknown”.

## Nominacje i nagrody
„Spoonman” zadebiutował na 3 miejscu listy Billboard Mainstream Rock Tracks, a także na 9 w Billboard Modern Rock Tracks. W 1995 roku, Soundgarden za „Spoonmana” otrzymał nagrodę Grammy za Best Metal Performance.

## Teledysk
Wideo promujące rozpoczyna się ukazaniem tytułowego „Człowieka-łyżkę” podczas gry na swoim „instrumencie”. Później w teledysku pokazane są czarno-białe zdjęcia członków zespołu. Teledysk miał premierę w lutym 1994 roku.

## Lista utworów
CD (Europa) and 12" Vinyl (Europa)
1. „Spoonman” – 4:06
2. „Fresh Tendrils” (Matt Cameron, Cornell) – 4:16
3. „Cold Bitch” – 5:01
4. „Exit Stonehenge” (Cameron, Cornell, Ben Shepherd, Kim Thayil) – 1:19

Cassette (UK) and 7" Vinyl (Wielka Brytania)
1. „Spoonman” – 4:06
2. „Fresh Tendrils” (Cameron, Cornell) – 4:16

Promotional CD (USA)
1. „Spoonman” (edit) – 3:50
2. „Spoonman” – 4:06

CD (Niemcy)
1. „Spoonman” (edit) – 3:51
2. „Cold Bitch” – 5:11
3. „Exit Stonehenge” (Cameron, Cornell, Shepherd, Thayil) – 1:19

Promotional 12" Vinyl (UK)
1. „Spoonman” – 4:06

CD (Australia and Kanada)
1. „Spoonman” – 4:06
2. „Cold Bitch” – 5:01

## Twórcy
- Chris Cornell – wokal, gitara rytmiczna
- Kim Thayil – gitara prowadząca
- Ben Shepherd – gitara basowa, drugi wokal
- Matt Cameron – perkusja

## Pozycje na listach przebojów
| Zestawienie (1994)        | Pozycja |
| ------------------------- | ------- |
| US Mainstream Rock Tracks | 3       |
| US Modern Rock Tracks     | 9       |
| New Zealand Singles Chart | 10      |
| Canadian Singles Chart    | 12      |
| UK Singles Chart          | 20      |
| Australian Singles Chart  | 23      |
| Irish Singles Chart       | 23      |
| Dutch Singles Chart       | 37      |
| Swedish Singles Chart     | 37      |